# Jumpman
Jumpman è un videogioco a piattaforme, inizialmente pubblicato da Epyx per gli Atari a 8 bit e in seguito convertito anche per Commodore 64, Apple II, ColecoVision e PC booter. Lo schema di gioco è similare a Donkey Kong, che l'autore stesso ha definito fonte di ispirazione. Nel 2004 Jumpman, insieme ad altri titoli Epyx, è stato incluso nella console C64 Direct-to-TV.
Un seguito del gioco, in pratica un'espansione autonoma, è stato Jumpman Junior (1984). Jumpman ha probabilmente ispirato anche il più complesso Wizard (1984).

## Trama
Una stazione spaziale su Giove è stata infiltrata dagli alienators che hanno sabotato i sistemi e piazzato bombe in tutte le stanze. Jupiter Jumpman è l'unico in grado di disinnescarle.

## Modalità di gioco
Scopo di ognuno dei 30 livelli, a schermata fissa e priva di scorrimento, è quello di disinnescare delle bombe, toccandole con il personaggio; allo stesso tempo è necessario evitare vari tipi di oggetti e creature mobili, ad esempio dei proiettili che fluttuano in aria e, quando sono all'altezza di Jumpman, schizzano orizzontalmente verso di lui. È possibile salire su delle scale a pioli o delle corde, che permettono di raggiungere le piattaforme superiori. Jumpman può soltanto muoversi nelle quattro direzioni e saltare; le cadute dall'alto, oltre al contatto con gli oggetti nemici, sono letali. Si può anche cambiare in ogni momento la velocità del personaggio su 8 valori. Non c'è un limite di tempo, ma c'è un bonus di fine livello che scende col passare del tempo fino ad azzerarsi.
È possibile cominciare direttamente dal livello 10 o 20 o anche affrontare i livelli in ordine casuale.

## Altre versioni

### Jumpman Junior
Seguito del gioco, praticamente identico nel gameplay ma dotato di nuovi livelli, pubblicato nel 1984 per Commodore 64, Atari 400/800, e ColecoVision. Un remake di Jumpman Junior apparve anche su Amiga (1991, Courbois Software).

### Jumpman Lives!
Una versione per MS-DOS intitolata Jumpman Lives! è uscita nel 1991, pubblicata da Apogee Software e programmata da uno studente di nome Dave Sharpless. Il gioco, diviso in quattro episodi (il primo dei quale shareware) e dotato di editor, contiene livelli tratti dall'originale Jumpman e da Jumpman Jr. La Epyx, che all'epoca deteneva ancora i diritti sul gioco (solo nel 1994 andarono, per contratto, all'autore Randy Glover), costrinse Apogee a ritirarlo dal mercato; questa lo mise a disposizione nel pubblico dominio.

### Versioni amatoriali
- Jumpman Zero, su jumpmanzero.com. URL consultato il 16 agosto 2008 (archiviato dall'url originale il 17 settembre 2008).
- The Jumpman Project, su oldskool.org.
- Jumpman — Under Construction, su members.iinet.net.au.